# Плодоядна чинка
Плодоядна чинка (Platyspiza crassirostris) или дебелоклюна чинка е вид птица от семейство Тангарови (Thraupidae).

## Разпространение и местообитание
Тя е един от видовете Дарвинови чинки и е ендемичен вид срещащ се на Галапагоските острови. Някой я причисляват като единствен вид в отделен род Platyspiza. Нейните естествени местообитания са тропическите и субтропическите райони характеризиращи се със суха горска и храстова растителност.